# Dig (Monty Budwig)
| Recensione | Giudizio |
| ---------- | -------- |
| AllMusic   |          |

Dig è un album discografico solistico del contrabbassista jazz statunitense Monty Budwig, pubblicato dall'etichetta discografica Concord Jazz Records nel 1979.

## Tracce

### LP
Lato A
1. You Don't Know What Love Is – 7:09 (Don Raye, Gene DePaul)
2. Au Privave – 2:43 (Charlie Parker)
3. With Every Breath I Take – 4:22 (Leo Robin, Ralph Rainger)
4. Dat Dere – 4:38 (Oscar Brown, Jr., Bobby Timmons)
5. Handful of Stars – 4:37 (Jack Lawrence, Ted Shapiro)

Lato B
1. The Night Is Young and You're So Beautiful – 8:40 (Irving Kahal, Billy Rose, Dana Suesse)
2. Salute to Charlie Christian – 3:44 (Barney Kessel)
3. If the Moon Turns Green – 3:45 (Paul Coates, Bernard Haninghen)
4. Maids of Cadiz – 8:27 (Leo Delibes)
5. Blue Lester – 1:21 (Lester Young)

## Musicisti
- Monty Budwig - contrabbasso
- Tom Ranier - pianoforte (eccetto brani: With Every Breath I Take, If the Moon Turns Green e Blue Lester)
- Arlette McCoy - fender rhodes (pianoforte elettrico) (eccetto brani: Dat Dere, Handful of Stars, The Night Is Young and You're So Beautiful, Salute to Charlie Christian, Maids of Cadiz e Blue Lester)
- Joe Diorio - chitarra (eccetto brani: If the Moon Turns Green e Blue Lester)
- Billy Higgins - batteria (eccetto brani: With Every Breath I Take e If the Moon Turns Green)
- Willie Bobo - percussioni (eccetto brani: With Every Breath I Take, Dat Dere, Handful of Stars, The Night Is Young and You're So Beautiful, Salute to Charlie Christian, If the Moon Turns Green e Blue Lester)
- Bob Brookmeyer - trombone a pistoni (eccetto brani: Au Privave, With Every Breath I Take, Dat Dere, Salute to Charlie Christian, If the Moon Turns Green e Blue Lester)

Note aggiuntive
- Monty Budwig - produttore, design copertina album originale, note retrocopertina
- Registrazioni effettuate a San Francisco (California) nel gennaio del 1978
- Terry Harrington - ingegnere delle registrazioni
- Leon Paradee - foto copertina album originale[1]